# Brasiliens damlandslag i basket

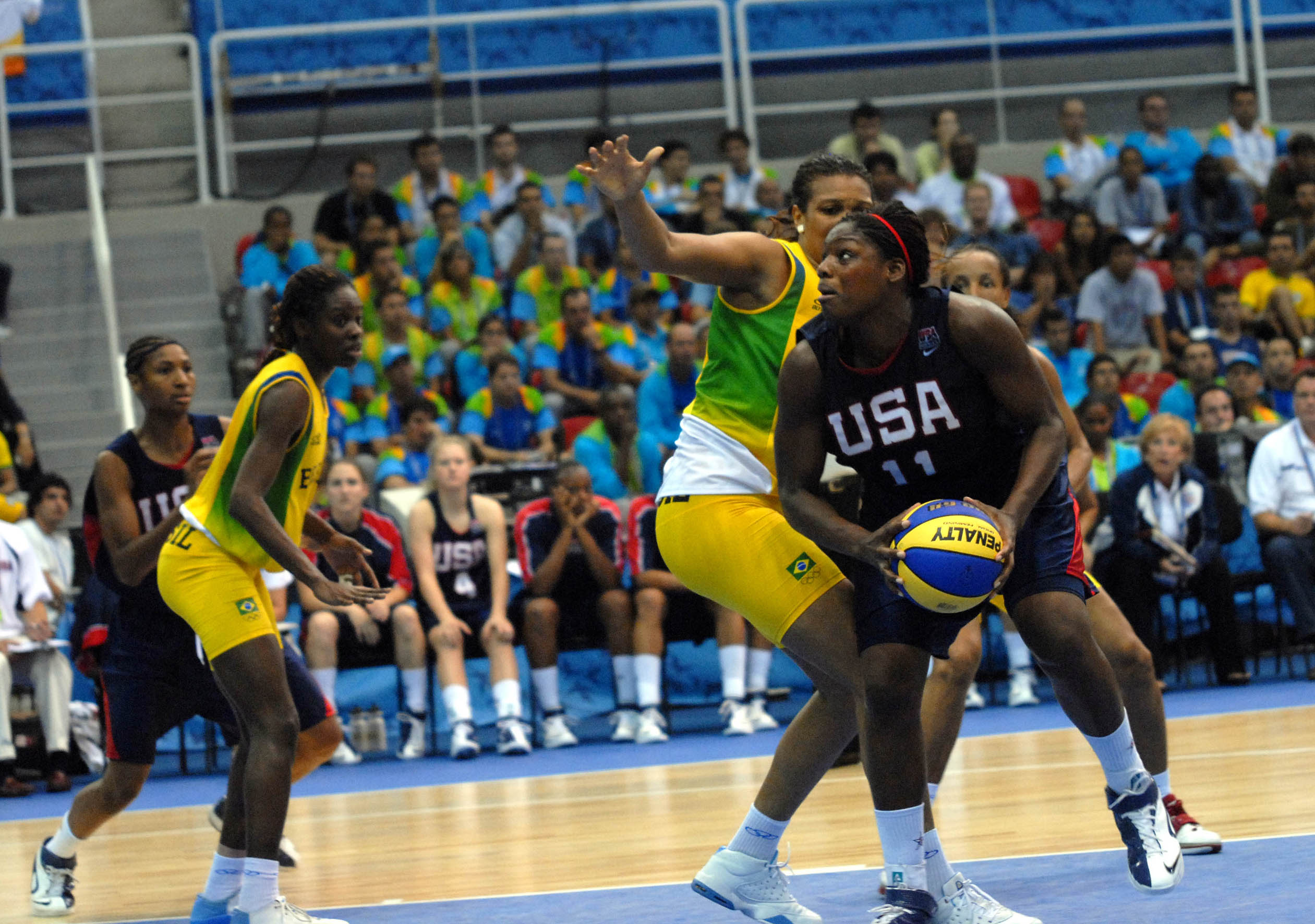
Brasilien-USA vid panamerikanska spelen 2007.

Brasiliens damlandslag i basket (portugisiska: Seleção Brasileira de Basquetebol Feminino) representerar Brasilien i basket på damsidan. Laget blev världsmästarinnor 1994. sant tog brons 1971.
Laget har även blivit sydamerikanska mästarinnor ett flertal gånger.

### Fotnoter
1. ↑  Todor Krastev (19 mars 1994). ”Women Basketball World Championship 1994 Australia 02-12.06 Winner Brazil” (på engelska). Sport Statistics. Arkiverad från originalet den 8 september 2011. https://web.archive.org/web/20110908184551/http://todor66.com/basketball/World/Women_1994.html. Läst 24 juni 2015.
2. ↑  Todor Krastev (19 mars 1971). ”Women Basketball World Championship 1971 Sao Paulo (BRA) - 15-29.05 Winner Soviet Union” (på engelska). Sport Statistics. Arkiverad från originalet den 8 september 2011. https://web.archive.org/web/20110908184551/http://todor66.com/basketball/World/Women_1994.html. Läst 24 juni 2015.
3. ↑  Todor Krastev. ”Basketball South America Championship Archive” (på engelska). Sport Statistics. Arkiverad från originalet den 24 juni 2015. https://web.archive.org/web/20150624140938/http://todor66.com/basketball/South_America/index_Women.html. Läst 24 juni 2015.